# Humphrey Primatt
Humphrey Primatt (Londra, 1734 – 1776  circa) è stato un pastore protestante e scrittore britannico, sostenitore dei diritti degli animali. Primatt è stato descritto come "una delle figure più importanti nello sviluppo di una nozione di diritti degli animali".

## Biografia
Primatt è nato a Londra, nel 1734. Ottenne una laurea nel 1764 presso il Clare College, Cambridge . Fu vicario di Higham (1766-1774) e rettore di Brampton (1771–1774). Successivamente un dottorato in teologia dal Marischal College, nel 1773.  Sposò una certa signora Gulliver il 2 ottobre 1769 e andò in pensione nel 1771, ritirandosi a vivere a Kingston upon Thames .

## Diritti degli animali
Nel 1776, Primatt pubblicò A Dissertation on the Duty of Mercy and Sin of Cruelty to Brute Animals, nel quale sosteneva che, poiché tutti gli animali sono stati creati da Dio, meritano un trattamento umano e che qualsiasi forma di crudeltà verso gli animali dovrebbe essere equiparata all'ateismo.
Primatt affermava che il dolore è un male e gli esseri umani non hanno il diritto di infliggerlo agli animali o l'un l'altro. Scrisse:: "il dolore è dolore, sia esso inflitto all'uomo o alla bestia". Quest'opera du una delle prime a sostenere il trattamento etico degli animali e ha influenzato il movimento per il benessere degli animali.
La Royal Society for the Prevention of Cruelty to Animals considera il libro una "pietra miliare" in quanto ha influenzato i fondatori della società. Arthur Broome si ispirò al libro di Primatt e lo ripubblicò nel 1822. Henry Stephens Salt lo ha descritto come un "libro pittoresco ma eccellente". Marc Bekoff ha osservato che "Primatt ha avuto il grande merito di portare il benessere degli animali all'attenzione del grande pubblico".
Primatt non ha promosso il vegetarianismo . Ammetteva l'uccisione di animali per l'alimentazione umana, benché escludesse ogni comportamento crudele nei loro confronti.

## Pubblicazioni selezionate
- Una tesi sul dovere di misericordia e il peccato di crudeltà verso gli animali bruti (1776)